# Асиф Али Зардари
Асиф Али Зардари е пакистански политик, 11-и и 14-и президент на Пакистан. Той е сред 5-те най-богати хора в Пакистан.

## Биография
Роден е в богато семейство на белуджи в Карачи на 26 юли 1955 г. Получава добро образование във Великобритания, след което се връща в родината си.
През 1987 г. се жени за Беназир Бхуто, която става министър-председател на Пакистан на следващата година. Назначен е от съпругата си за министър на инвестициите и бързо си спечелва многозначителното прозвище „Мистър 10%“. Правителството на Бхуто е свалено от власт през 1990 г. и на Асиф Али Зардари бързо са повдигнати обвинения в корупция, включително и в Швейцария.
През 1993 г. Беназир Бхуто се връща на власт като министър-председател и съпругът ѝ бързо е освободен от затвора, за да стане отново министър. Историята се повтаря обаче и през 1996 г., когато правителството е свалено, а Асиф Али Зардари отново се озовава в затвора. Този път освен обвинения в корупция (присвоени над 1,5 милиона $ държавни средства) му е предявено и обвинение в поръчителство на убийството на Муртаза Бхуто, брата на съпругата му. Този път престоят му в затвора е по-дълъг и Асиф Али Зардари е освободен чак през 2004 г.
На 27 декември 2007 г. Беназир Бхуто е убита в атентат, скоро след като се е върнала в Пакистан от изгнание в чужбина. Съпругът ѝ заедно със сина ѝ стават съпредседатели на Пакистанската народна партия. През лятото на 2008 г. Али Зардари се кандидатира за президент и е избран на 9 септември 2008 г.